# Бизерта
Бизерта (на арабски: بنزرت – Банзарт; на италиански: Biserta) е град в Северен Тунис, административен център на областта Бизерта. Населението на града е 138 430 души според преброяването от 2014 г.

## История
Той е сред най-старите градове в Тунис. Основан е някъде около 1000 г. пр.н.е. от финикийци от град Тир, като първоначално е малко пристанище. По време на пуническите войни градът е под влиянието на близко разположения Картаген. Завладян е от римляните и е преименуван на Хипо Диаритус (Hippo Diarrhytus) или Хипо Заритус (Hippo Zarrytus).
Бизерта е последователно завладян от арабите през 647 г. (които дават днешното име на града), от войските на Карл V и Свещената Римска империя през 1535 г., впоследствие от Османската империя през 1574 г. В онези времена градът става пристанище на берберските пирати, борещи се срещу французи и венецианци.
Със завладяването на Тунис през 1880 г. Франция получава контрол над Бизерта и построява голяма военноморска база в него.
През 1924 г., след като Франция официално признава Съветския съюз, разквартируваният в града флот на руски белогвардейци е върнат на съветското правителство. Корабите обаче така и не потеглят от пристанището и са продадени по-късно за скрап.
През Втората световна война Бизерта е окупирана от германската армия и е завоювана от американски войски на 7 май 1943 г. Боевете принуждават жителите на града да го напуснат и да се пръснат във вътрешността на Тунис. Сраженията нанасят тежки поражения върху града.
Заради стратегическото му местоположение в Средиземноморието Франция прави опит да задържи града и изградената там военноморска база. Ето защо запазва контрола си над Бизерта, дори след като Тунис получава независимост през 1956 г. През 1961 г. тунизийската армия блокира и атакува по суша и море града. Франция изпраща 7000 парашутисти и 3 три военни кораба. Тридневните боеве приключват със 700 убити 1200 ранени тунизийци (включително доброволци) и 24 убити и 100 ранени френски войници. Френската войска най-накрая напуска Бизерта на 15 октомври 1963 г.

## Побратимени градове
- Танжер, Мароко
- Порт Саид, Египет
- Анаба, Алжир
- Каламата, Гърция
- Палермо, Италия